# 말레이시아 연방도 제5호선

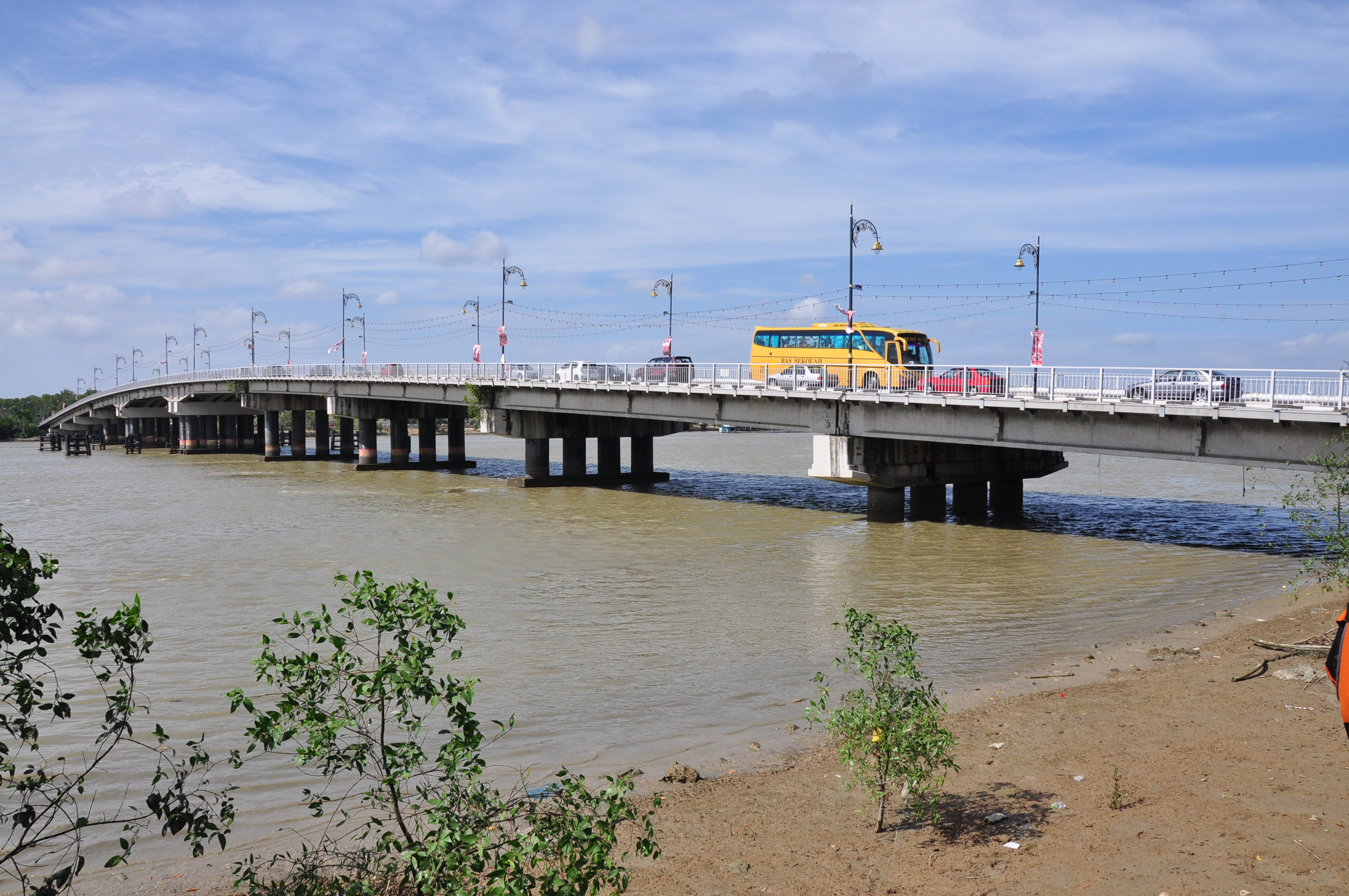
술탄 이스마일 대교의 전경. 그래서 이 도로가 말레이시아 연방도 제5호선을 공용하고 있지만 배경은 해가 뜨는 낮시간대인 것으로 드러나고 있다.

말레이시아 연방도 제5호선(Malaysia Federal Route 5)은 페락주의 젤라팡에서 출발하여 조호르주의 스쿠다이까지 이어주는 총 연장 655.9 km의 연방도이다. 그러나 이 도로는 말레이시아 연방도 제3호선과 달리 말레이시아의 서해안을 따라 종단하고 있는 도로이기도 하다.

## 같이 보기
- 말레이시아 연방도 제3호선
- 말레이시아 서해안대로(영어판)